# Seso
Seso is een bestuurslaag in het regentschap Blora van de provincie Midden-Java, Indonesië. Seso telt 1747 inwoners (volkstelling 2010).